# Висота (фільм, 2010)
«Висота́» (англ. Altitude) — канадський фантастичний фільм жаху, містичний трилер 2010 р. режисера Кааре Ендрюса. Дистриб'ютор у Північній Америці, Великій Британії, Австралії та Новій Зеландії — Anchor Bay Entertainment.
Головні ролі виконували: Джессіка Лаундс, Джуліанна Гілл, Райан Донаг'ю, Лендон Лібуарон, Джейк Вірі, Чела Горсдел і Майк Допад.
Сюжет розгортається на борту невеликого літака з чотирма приятелями-підлітками і недосвідченою дівчиною за штурвалом. Через механічну несправність гвинтовий літак злітає на неймовірну висоту, а потім починає своє падіння крізь нескінченний туман. Коли герої фільму відновлюють управління, виявляється, що за всіма розрахунками вони вже повинні були врізатися в землю, але замість цього продовжують падати в невідомість. І щось зловісне ховається в туманних клубах і жадає їх смерті.

## Сюжет
Фільм починається з короткого вступу. Сім'я Тейлорів у складі чоловіка, дружини і маленького сина та жінка-пілот, обличчя якої не показують, здійснюють переліт на невеликому літаку. Коли до приземлення залишається 15 хвилин, вони стикаються з іншим літаком, що врізається в них на великій швидкості.
Далі сюжет розвивається приблизно через п'ятнадцять років. Дочка загиблої жінки-пілота Сара переглядає сімейні знімки, де зображена вона з матір'ю. Після короткої розмови з батьком, котрий обіймає посаду полковника, дівчина виходить на вулицю, і глядач дізнається, що насправді події розвиваються на льотному полі, а не по дорозі на концерт, який згадувався трохи раніше. Не сказавши батькові правди, Сара чекає своїх друзів — Мел (її найкраща подруга), Корі (її кузен) та її хлопця Села, а також Брюса Паркера — того, хто боїться літати (насправді він — той хлопчик, що вижив після зіткнення на початку фільму), кохає Сару і приховує від неї свої секрети, — всі п'ятеро злітають у повітря на літаку.
Під час польоту Сара приймає рішення піднятися вище, щоб обійти грозові хмари, але в літаку відбувається механічна несправність, і штурвал відмовляє. У той же час небо швидко змінює свої відтінки, пасажири потрапляють у потужний ураган, а прилади починають вести себе хаотично. З огляду на те, що пальне закінчується, тому що під час старту баки були заповнені лише наполовину, Корі приймає рішення вибратися з літака і дістатися до хвоста, щоб усунути несправність. Це йому вдається, проте кузен Сари гине через Села, останній обрізає трос ножем. Крім того, останній стверджує, що він бачив щось дивне в грозових хмарах. Побоювання підтверджується, коли літак стикається впритул з жахливим монстром.
Надалі розкриваються деталі, пов'язані з минулим Сари і Брюса. Останнього, наприклад, насправді звуть Брюсом Тейлором, він — єдиний, хто вижив в авіакатастрофі п'ятнадцятирічної давності. Сара розуміє дивну поведінку Паркера щодо всього, що стосується польотів, і дізнається, що він знав її матір. На звинувачення у брехні й обмані Брюс просто відповідає, що він кохає Сару.
Намагаючись логічно розібратися в тому, що відбувається, і де вони знаходяться, герої перебирають кілька можливих варіантів, що пояснюють ситуацію, в якій вони всі опинилися. Серед можливих пояснень фігурували галюцинації через наркотичний вплив, експерименти спецслужб і теорія змови. Всі вони виявилися помилковими, однак скоро Брюс випадково знаходить вирвану сторінку з коміксу, подарований йому Сарою перед польотом, і розуміє, хто винуватець всього, що відбувається. Тим часом, щупальце невідомого монстра викрадає Мел через вікно літака. Сел звинувачує у трагедії Брюса, і провокує його на бійку, однак їх розняла Сара, що оглушила хлопця Мел по голові.
Паркер розповідає про свою теорію Сарі, де стверджує, що це він — головний винуватець не тільки поточних подій, а й аварії п'ятнадцятирічної давності. Вражена дівчина не вірить йому, тому Брюс показує їй комікс, де виявляється, що всі події — розмови і дії персонажів на папері — що описані там, збулися насправді. За визнанням Паркера, він має здатність змінювати реальність завдяки своїй фантазії і уявному впливу. І точно так само, як і 15 років тому, коли він представив зіткнення літаків у своїй свідомості з побаченого коміксу, йому вдалося змінити поточну реальність і «оживити події».
Під час роздумів на літак нападає монстр, і дівчина цілує Брюса. Грозові хмари розсіюються, поновлюється радіозв'язок, перед ними постає у всій красі прекрасне блакитне небо, але сумніви Паркера в щирості почуттів Сари повертають їх у попередній стан. Вже на волоску від смерті дівчині вдається переключити увагу Брюса, змусивши хлопця думати про його батьків. У результаті ми бачимо, в літаку, що убив сім'ю Тейлорів і матір Сари, були майбутні двійники Сари і Брюса (тобто літак здійснив подорож у часі на 15 років назад), однак в останній момент спільними зусиллями парочці вдається уникнути катастрофи. Літак продовжує стрімко падати і, судячи з усього, розбивається десь неподалік від льотного поля. Про це свідчить дим, що піднімається на горизонті, за яким спостерігають сім'ї Тейлорів і Сари. Всупереч зав'язці фільму вони залишилися живі. Фільм закінчується знайомством більш ранніх «я» Сари і Брюса, які беруть один одного за руки і спостерігають за блакитним небом.

## Ролі
- Джессіка Лаундс — Сара
- Джуліанна Гілл — Мел
- Райан Донаг'ю — Корі
- Джейк Вірі — Сел
- Лендон Лібуарон — Брюс
- Майк Допад — Полковник, батько Сари
- Мішель Гаррісон — мати Сари
- Йен Робісон — містер Тейлор
- Чіла Горсдал — місіс Тейлор
- Райан Грантгем — Брюс у дитинстві
- Тіган Гентлс — Сара в дитинстві
- Сет Ранавіра — механік
- Колін Мердок — диспетчер 1 (голос)
- Йен Джеймс Корлетт — диспетчер 2 (голос)

## Виробництво
Фільм знімався в Ленглі (Британська Колумбія). Трейлер «Висоти» презентований у 2010 році на San Diego Comic Con.
Теглайни фільму:
- «Не дивіться вниз».
- «Страх у повітрі».[2]

## Реакція
Рейтинг фільмі на IMDb — 4,9/10 на основі 8442 голосів.

### Критика
Попри скромний бюджет і звичайні спецефекти, критики назвали фільм «ковтком свіжого повітря в порівнянні з кількістю жахів, які знімаються з одного й того ж шаблону». Річарл Шейбі сказав: «Фільм не ображає глядача своєю вторинністю і затасканими кліше». Інші критики відзначили, що фільм непогано справляється з іншим завданням — підтримувати інтерес в замкнутому просторі: «Цікавий півторагодинний трилер, поступово вводить в стан чистої паніки».

### Реліз
Фільм вийшов на DVD і Blu-ray 26 жовтня 2010 р. У Канаді фільм випустила компанія Alliance Films. Також показ трилера відбувся на 28-му фестивалі «Turin Film Festival», що проходив з 26 листопада по 4 грудня 2011 року.

## Цікаві факти
- На самому початку батьки майбутніх героїв фільму згадують про те, що необхідно познайомити своїх власних дітей. У розв'язці фільму все виходить саме так.